# Boletinus
Boletinus Kalchbr. (borowiczak) – rodzaj grzybów z rodziny maślakowatych (Suillaceae).

## Systematyka
Pozycja w klasyfikacji według Index Fungorum: Suillaceae, Boletales, Agaricomycetidae, Agaricomycetes, Agaricomycotina, Basidiomycota, Fungi.
Nazwę polską podał Władysław Wojewoda w 2003 r. Synonimy polskie: borowik, borowiec. Obecnie jednak w Polsce nie występuje żaden przedstawiciel tego rodzaju. Jedyny dawniej zaliczany do niego gatunek borowiec dęty według Index Fungorum należy do rodzaju Suillus (maślak).
Niektóre gatunki:
- Boletinus asiaticus Singer 1938
- Boletinus benoisii Singer 1938[3]
- Boletinus floridanus Murrill 1944
- Boletinus lignicola M. Zang 1980
- Boletinus punctatipes Snell 1941
- Boletinus solidipes Peck 1913

Wykaz gatunków (nazwy naukowe) na podstawie Index Fungorum. Uwzględniono tylko gatunki zweryfikowane o potwierdzonym statusie.